# Чандлер (Оклахома)
Чандлер (англ. Chandler) — город и административный центр округа Линкольн в штате Оклахома в Соединённых Штатах Америки. Является частью столичного района Оклахома-Сити.
По данным переписи населения США 2020 года, число жителей города составляло 2 тысячи 858 человек.

## История
Чандлер был назван в честь судьи и заместителя министра внутренних дел Джорджа Чандлера.

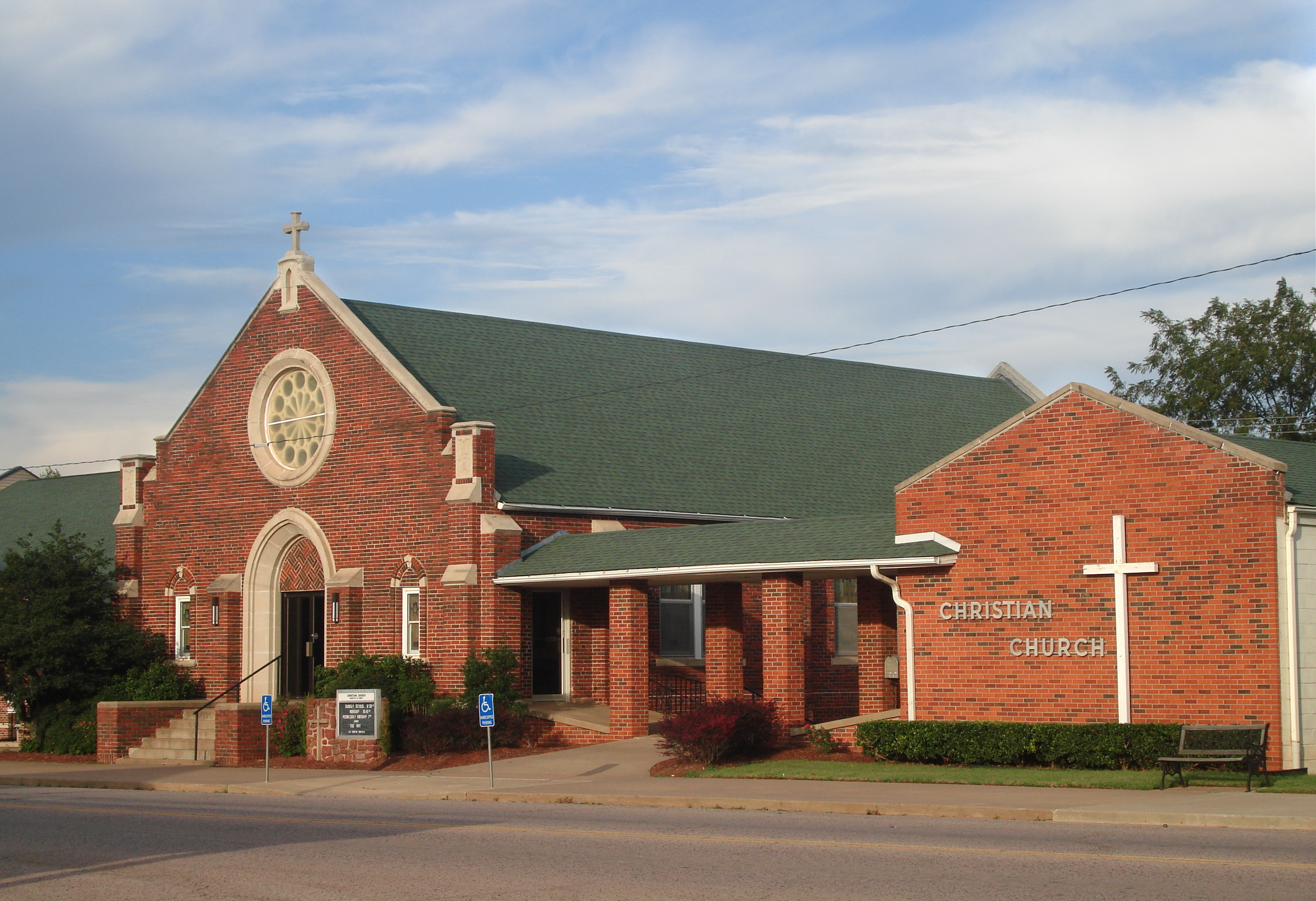
Церковь в Чандлере

Первое почтовое отделение города открылось 21 сентября 1891 года. Когда был образован округ Линкольн, Чандлер стал административным центром.
30 марта 1897 года мощный торнадо уничтожил большую часть молодого города и убил несколько жителей.
Железная дорога дошла до Чандлера в 1898 году.
В 1949 году законодательный орган Оклахомы в резолюции № 5 объявил город Чандлер «мировой столицей пекана».

## География
Чандлер расположен к северо-востоку от Оклахома-Сити на шоссе US 66 и I-44 и к северу от города Шони на шоссе US 18.
По данным Бюро переписи населения США, общая площадь Чандлера составляет 8,1 квадратных миль (21 км2), из которых 7,3 квадратных миль (19 км2) занимает суша, а 0,9 квадратных миль (2,3 км2 или 10,43%) — водная поверхность.